# Борогонский 2-й наслег
Борогонский 2-й наслег — сельское поселение в Оймяконском улусе Якутии Российской Федерации.
Административный центр — село Томтор.

## История
Статус и границы сельского поселения установлены Законом Республики Саха (Якутия) от 30 ноября 2004 года N 173-З N 353-III «Об установлении границ и о наделении статусом городского и сельского поселений муниципальных образований Республики Саха (Якутия)».

## Население
| 2002  | 2010  | 2011  | 2012  | 2013  | 2014  | 2015  |
| ----- | ----- | ----- | ----- | ----- | ----- | ----- |
| 1456  | ↘1366 | ↘1357 | ↘1332 | ↘1308 | ↘1293 | ↘1280 |
| 2016  | 2017  | 2018  | 2019  | 2020  | 2021  |       |
| ↘1260 | ↗1280 | ↘1249 | ↘1215 | ↘1188 | ↘1175 |       |

## Состав сельского поселения
| № | Населённый пункт | Тип населённого пункта       | Население |
| - | ---------------- | ---------------------------- | --------- |
| 1 | Агаякан          | село                         | →0        |
| 2 | Аэропорт         | село                         | ↘41       |
| 3 | Куйдусун         | село                         | ↘102      |
| 4 | Томтор           | село, административный центр | ↘998      |